# Buenos Aires (Colômbia)
Buenos Aires é um município da Colômbia, localizado no departamento de Cauca.